# شب بخیر پرستار
شب بخیر پرستار (انگلیسی: Good Night, Nurse!) فیلمی کوتاه به کارگردانی راسکو آرباکل محصول سال ۱۹۱۸ کشور ایالات متحده آمریکا است.

## بازیگران
- راسکو آرباکل
- باستر کیتون
- ال سنت جان
- آلیس لیک
- جو بوردو
- کیت پرایس
- دَن آلبرت (در عنوان‌بندی نیامده)
- جو کیتون (در عنوان‌بندی نیامده)
- اشنیتز ادواردز (در عنوان‌بندی نیامده)